# كلوريد النحاس الأحادي
 كلوريد نحاس الأحادي مركب كيميائي له الصيغة CuCl، ويكون على شكل بلورات عديمة اللون (في حالة نقية) والتي تتحول إلى خضراء نتيجة الأكسدة بأكسجين الهواء .

## الخواص
- انحلالية مركب كلوريد النحاس الأحادي ضعيفة جداً في الماء، ويتحلمه جزئياً، كما أنه غير منحل في كل من الأسيتون والإيثانول، إلا أنه في المقابل ينحل في حمض هيدروكلوريك المركز والأمونياك حيث يشكل معقدات عديمة اللون حسب المعادلات:

CuCl + HCl → H[CuCl2]
CuCl + 2NH3 → [Cu(NH3)2]Cl
CuCl + 4NH3 → [Cu(NH3)4]Cl
بتمديد المعقدات السابقة بالماء يترسب كلوريد النحاس الأحادي مرة أخرى.
- نتيجة التماس مع الهواء الرطب يتلون مركب كلوريد النحاس الأحادي باللون الأخضر وذلك بسبب تشكل مركب كلوريد النحاس الثنائي القاعدي كما يظهر في المعادلة:

2CuCl + 1/2O2 + H2O → 2Cu(OH)Cl
في حين أنه يحافظ على تركيبه في الأوساط الجافة.
- تمتلك محاليل مركب كلوريد النحاس الأحادي في حمض هيدروكلوريك خاصية امتصاص أحادي أكسيد الكربون حيث تتشكل معقدات عديمة اللون.

## التحضير
يحضر مركب كلوريد النحاس الأحادي بإحدى طريقتين:

### الطريقة الأولى
يحضر مركب كلوريد النحاس الأحادي من معالجة كلوريد النحاس الثنائي بحمض هيدروكلوريك المركز والساخن بوجود فلز النحاس حسب المعادلات:
CuCl2 + Cu → CuCl
CuCl + HCl → H[CuCl2]
H[CuCl2] + H2O → CuCl + H3O+ + Cl-
بتمديد المحلول الناتج يترسب مركب كلوريد النحاس الأحادي.

### الطريقة الثانية
ينتج كلوريد النحاس الأحادي من تمرير غاز ثنائي أكسيد الكبريت في محلول مشبع من كبريتات النحاس الثنائي بملح كلوريد الصوديوم حيث يترسب كلوريد النحاس الأحادي بشكل مباشر من المحلول الناتج حسب المعادلة
2CuSO4 + 2NaCl +SO2 + 2H2O → 2CuCl + Na2SO4 + 2H2SO4

## الاستخدامات
- يستخدم كلوريد النحاس الأحادي كحفاز في الاصطناعات العضوية.